# Lac Pellegrini
Pour les articles homonymes, voir Pellegrini.
Le lac Pellegrini, en Argentine est un lac artificiel, créé dans le désert de Patagonie et destiné essentiellement à écrêter les crues du Río Neuquén. Il se situe en province de Río Negro près de la ville de Cinco Saltos, une vingtaine de kilomètres au nord des villes de Neuquén et de Cipolletti.

## Description
Au long de son parcours, le río Neuquén n'a pas de lac naturel susceptible de le régulariser. Historiquement, ceci provoquait régulièrement des inondations catastrophiques. Un canal de dérivation fut dès lors construit vers une dépression naturelle située à gauche de la rivière, ce qui donna naissance au lac Pellegrini. Celui-ci, situé en province de Río Negro, joue le rôle de tampon en cas de changement brusque de débit. 
Le lac est utilisé en outre pour la pêche, les baignades et la navigation de plaisance. Proche de l'importante agglomération de Neuquén, il constitue un atout de taille pour le tourisme régional.
Il a une profondeur moyenne de 9,4 mètres, et maximale de 18 mètres. Vaste de 112 km2, son volume atteint 1,053 milliards de m³.

## Pêche
Le lac bien poissonneux est utilisé pour la pêche commerciale de la trucha criolla (Percichthys trucha, une espèce de perche), et du pejerrey (Odontesthes microlepidotus.